# CBeebies
CBeebies - это свободный публичный британский телеканал, владельцем которого является BBC. Также это бренд для контента BBC для детей до 6 лет. Похожий канал CBBC ориентирован для детей от 6 до 12 лет. Вещает каждый день с 6 утра и до 7 вечера, разделяя эфирное время вместе с BBC Four.

## История
20 ноября 2001 года CBeebies был анонсирован как отдельный дошкольный блок от CBBC. 11 февраля 2002 года он был запущен как спин-офф детского телевидения BBC. Первые четыре шоу были показаны, такие как: Телепузики, Бинка, Step Inside, и Пингу. Вещал с 6 утра до 6:58 вечера каждый день, оставляя "лишнее" эфирное время BBC Four. 
15 марта 2023 CBeebies был ребрендирован: он теперь имел схожую стилистику с остальными каналами Би-би-си, и заменил в заставках "капли" на квадратных существ.

## Международные версии
Студия Би-би-си имеет международные версии данного телеканала, большинство из которых имеет 24-часовое расписание.
Первый международный телеканал был запущен в Индии в мае 2007, который продержался до 2012 года из-за "коммерческих проблем". Польский CBeebies был запущен 2 декабря 2007, когда же остальные международные версии телеканала в Латинской Америке, Юго и Юго-Восточной Азии, Северной Африке и Австралии были запущены только в 2008.